# ساندي سكوت
ساندي سكوت (بالإنجليزية: Sandy Scott)‏ (17 نوفمبر 1922 في المملكة المتحدة - 1995) هو لاعب كرة قدم بريطاني (وحمل سابقاً جنسية المملكة المتحدة لبريطانيا العظمى وأيرلندا) في مركز الدفاع. لعب مع ليستر سيتي ونادي كارلايل يونايتد ونادي ساوث شيلدز ‏ وLochgelly Albert F.C. ‏.